# Jenisch

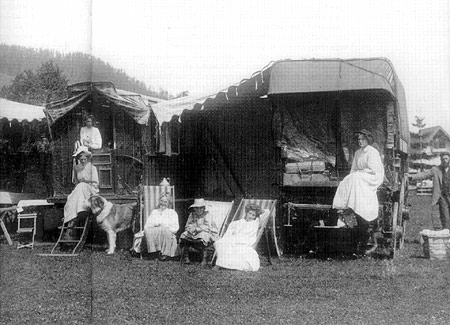
Jenisch nomadi nella Svizzera orientale, intorno al 1900

Il popolo Jenisch, denominato anche Yenishe, rappresenta la terza maggiore popolazione nomade europea, dopo i Rom ed i Sinti. Sono presenti in Germania (Regione del Reno), Svizzera, Austria, Paesi Bassi, Francia, Belgio, Italia, Romania e Spagna (dove sono principalmente noti come Mercheros). Mentre le popolazioni romaní (Rom, Sinti, Kalé, Romanichals ed altre) sono etnie di derivazione indiana, gli Jenisch sono di origine germanica e hanno un loro proprio idioma. Per via di questa loro sostanziale differenza sono anche stati chiamati con l'espressione zingari bianchi (spesso dispregiativa, in tedesco: Weiße Zigeuner, in francese: Tziganes blancs).

## Denominazione
Orgogliosi della loro identità, la loro cultura differisce profondamente da quella delle etnie romaní, con cui non vogliono essere confusi; parlano una propria lingua, di origine germanica, con influssi ebraici (yiddish), rotwelsch e celtici, con qualche prestito dalla lingua romaní. L'origine degli Jenisch non è certa, ma essi si definiscono diretti discendenti di popolazioni celtiche. Comunque dopo la seconda guerra mondiale, su espressa richiesta di una loro rappresentanza mandata alla «Romani Union» furono accolti nella comunità degli zingari.

## Diffusione in Europa
Gli Jenisch che vivono in Germania sono 220.000, di cui più della metà, ovvero 120.000 in Baviera; i rimanenti nella Renania Settentrionale-Vestfalia e nel Baden-Württemberg. Di tutti gli Jenisch tedeschi solo 29.000 sono nomadi e viaggiano in roulotte.
La Svizzera con 35.000 unità è la quarta nazione con il maggior numero di Jenisch; di questi si calcola che 5.000 siano nomadi. In Austria vivono 35.000 Jenisch  soprattutto nel Tirolo, nel Waldviertel e nel Burgenland; di questi circa 3.500 sono nomadi. Inoltre in Ungheria si segnalano 60.000 Jenisch e 11.000 in Bielorussia, con un numero imprecisato di nomadi. Nel 1990 erano 70.000 gli Jenisch in Belgio e 2.800 in Lussemburgo.
In altri paesi dell'Europa occidentale come la Francia e nei Paesi Bassi, manca un censimento certo. Ad avviso di Alain Reyniers "Gli Jenisch in Francia rappresentano oggi il più grande numero tra i nomadi". Molte altre famiglie vivono invece in maniera stabile in baraccopoli e sono concentrate a Marsiglia.
Una loro presenza storica è stata segnalata anche in Italia. Nei paesi di lingua tedesca vengono chiamati Jenische, nelle zone di lingua francese Yeniche. Sono stati chiamati anche con termine spregiativo zingari, anche se tale termine più che discriminante rappresenta per loro la base della loro diversa identità.
Di tutte le suddette nazioni solo la Svizzera riconosce agli Jenisch lo status di minoranza etnica.

## Situazione sociale

Bandiera Jenisch (non ufficiale) con simboli Jenisch che mettono in evidenza la loro vita nomade (il carro e il fuoco), la passione musicale (la fisarmonica) e il lavoro (cesto lavorato in vimini). La lavorazione dei cesti è stata da sempre una caratteristica del popolo Jenisch

Gli Jenisch hanno sempre recepito nel corso degli anni lo spirito del tempo della società dominante. Quattro sono comunque le caratteristiche che sono rimaste inalterate nel corso dei secoli:
- Autonomia dell'idioma jenisch, che certamente, come ogni lingua, si è evoluta nel corso dei secoli, ma la cui base e la cui natura sono rimasti gli stessi. Documenti risalenti all'anno 1250 fanno notare che il dialetto alsaziano ha un vocabolario tipicamente Jenisch.
- Un'organizzazione in clan familiari.
- Una vita nomade.
- Uno stile di vita particolarmente originale e rude in alcune usanze ancora esistenti nell'Alsazia del Nord, come l'abitudine di immergere i bambini neonati nel fiume Moder o la consuetudine di praticare moltissimi tatuaggi su tutte le parti del corpo con attrezzi volutamente rudimentali come l'uso di frese, coltelli da cucina, mescole di frassino, saliva, inchiostro e grappa.

## Origini e storia fra mito e realtà
Ci sono tracce che indicano la presenza di gruppi jenisch nella Svizzera dall'XI secolo e nella Germania nel XIII secolo. L'espressione "Fahrendes Volk" (popolo errante) è utilizzata nel linguaggio svizzero-tedesco fin dal Medioevo.

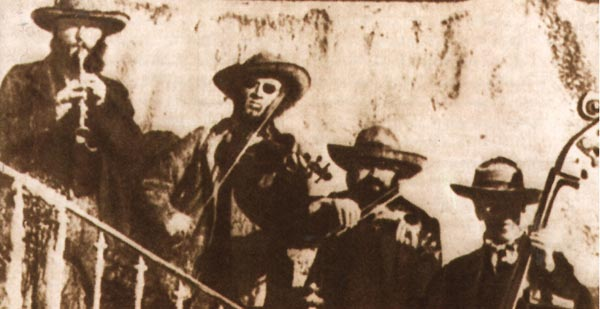
Il gruppo (Jenisch) di Fränzli Waser, foto del 1895 circa

C'è una certa difficoltà nello stabilire esattamente le origini del popolo jenisch. Si sono avanzate più ipotesi nell'identificare tale origine per questo popolo emarginato da secoli, dove i matrimoni misti erano e rimangono comuni. Alcune di queste ipotesi sono:
1. Discendenti da popoli Celti.
2. Discendenti di commercianti nomadi ebrei (Chochemer); teoria che si basa sugli ebraismi del linguaggio Jenisch e sulle somiglianze significative esistenti nei nomi di entrambe le comunità.
3. Secondo un'ulteriore teoria, gli Jenisch sarebbero sorti da "incroci" fra disertori poveri e un gruppo di migranti del Cantone di Berna all'epoca della guerra dei trent'anni. Questa teoria parte dal presupposto che tutti, senza eccezione, fossero cattolici, mentre si sa che la stragrande maggioranza degli emigranti erano protestanti luterani. L'etnografo Marie-Paul Dollé ha affrontato il problema in un suo studio del 1979.[9][10]

### Perseguitati nella Germania Nazista
(Dott. Robert Ritter, direttore del Centro Ricerche per l'Igiene e la Razza - Berlino)

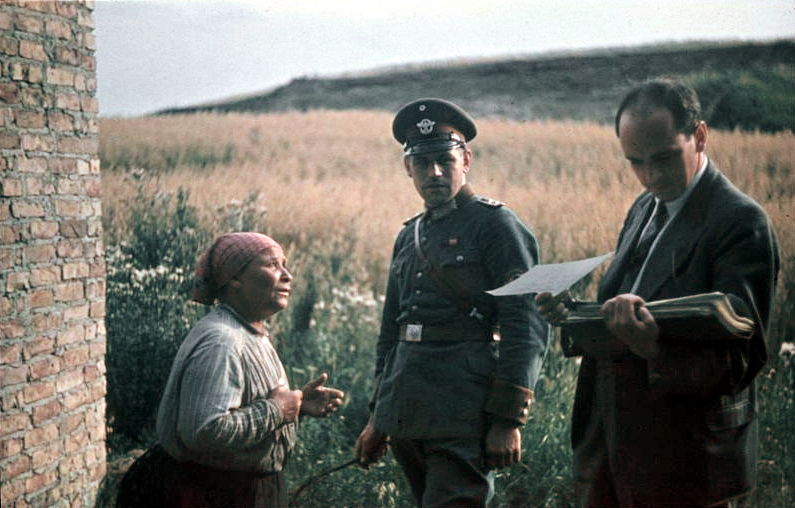
Il dott. Robert Ritter identifica una zingara - dall'Archivio Federale Tedesco

Gli Jenisch, così come i Rom e i Sinti, furono aspramente perseguitati nella Germania nazista, rinchiusi nei campi di concentramento e pagarono un alto prezzo in termini di vite umane.
A metà degli anni trenta, infatti, i nazisti tedeschi iniziarono la "lotta contro la piaga zingara". Non solo contro Rom e Sinti, ma anche contro i cosiddetti "vagabondi erranti zingari", ovvero gli Jenisch.
Uomini, donne e bambini furono discriminati; prima schedati nel cosiddetto Zigeuner-Buch, il libro degli zingari, furono poi sterilizzati perché ritenuti inferiori.
La polizia criminale, inoltre, durante il periodo nazista emise carte di identità con le loro impronte digitali. Le carte erano marroni per gli zingari originali, grigie per i nomadi non zingari e con strisce diagonali azzurre su fondo marrone per i Mischlinge (lett. "sangue misto").
Un imprecisato numero fu arrestato e portato, insieme con gli altri zingari, nei campi di concentramento e sterminio, soprattutto ad Auschwitz-Birkenau.
Gli Jenisch subirono, proprio perché tedeschi, un trattamento particolare. Il Dizionario dell'Olocausto aiuta a far luce su questo particolare tipo di trattamento: "La diversità di trattamento riservata agli zingari puri e ai Mischlinge zingari era in antitesi con la politica seguita nei confronti degli ebrei: gli ebrei puri dovevano essere uccisi, mentre coloro che avevano metà o un quarto di sangue ebreo venivano in genere risparmiati. Al contrario, i Mischlinge zingari furono condannati allo sterminio perché Himmler e i criminologi tedeschi erano convinti che solo la feccia del popolo tedesco - come gli Jenisch, commercianti ambulanti che vivevano di espedienti e parlavano un dialetto particolare misto a termini di origine ebraica e romaní - potesse sposarsi con gli zingari".

#### La storia di Ernst Lossa e della sua famiglia
(Dizionario dell'Olocausto, a cura di Walter Laqueur, Volume I, pag. 282, Editoriale L'Espresso su Licenza Einaudi, Roma 2012)

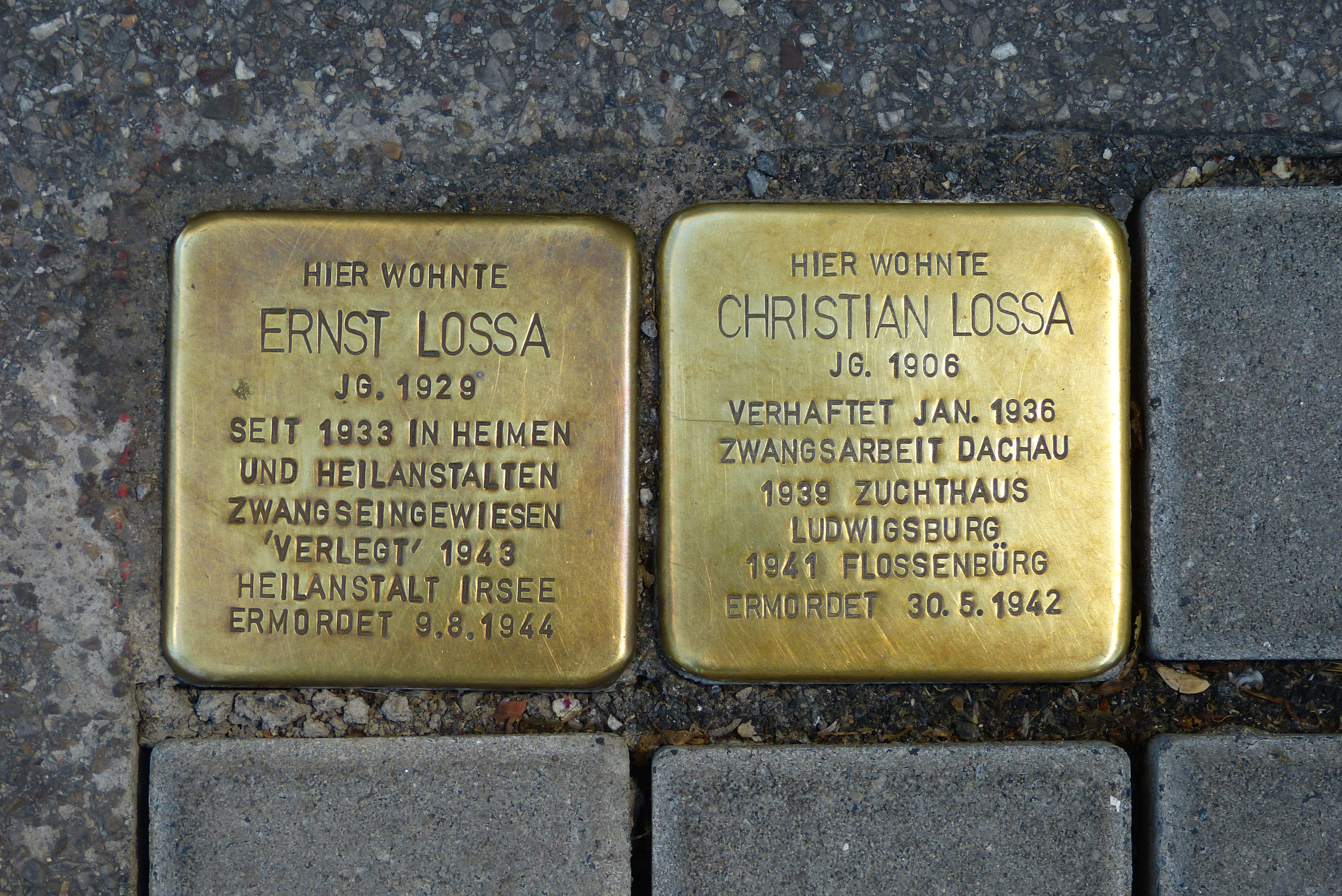
Pietre d'inciampo per Ernst Lossa e per il padre Christian Lossa

Oltre alla eliminazione per gassificazione nei campi di sterminio, molti Jenisch furono vittime del programma nazista di eutanasia.
Eclatante e conosciuta, grazie ai mass media di tutto il mondo, è l'esecuzione del giovane Ernst. Ernst Lossa fu una delle tante giovani vittime jenisch, ucciso a soli 14 anni con due iniezioni letali di morfina e scopolamina nella filiale di Irsee della cosiddetta casa di cura di Kaufbeuren, diretta da Valentin Faltlhauser, in Baviera, uno dei centri della Aktion T4.. Nella sua cartella clinica i medici nazisti scrissero: la morte è stata causata da broncopolmonite.
Lossa nacque ad Augusta nella Germania bavarese da genitori jenisch appartenenti ad un ceppo nomade. La sua famiglia, composta dal padre Christian, dalla madre Anna e da due sorelline più piccole, per guadagnarsi da vivere girava le città bavaresi e del sud della Germania, disegnando immagini religiose.
I genitori di Ernst, già dal lontano 1905 erano stati schedati dal governo del Länder in cui vivevano ed inseriti nello Zigeuner-Buch (il libro degli zingari).
Quando salì al potere Adolf Hitler, poco dopo la nascita di Ernst, in virtù della politica razziale dei nazisti, la vita, per tutti gli zingari, compresi gli stessi genitori di Ernst, divenne durissima a causa di divieti, discriminazioni ed emarginazioni perpetrate contro le razze diverse, ritenute inferiori a quella ariana, sfociati ben presto in persecuzione, internamento ed eliminazione fisica.
La famiglia Lossa non venne risparmiata da un simile trattamento. Accusati di essere zingari e venditori ambulanti, venne tolta loro subito la patria potestà. Ernst e le due sorelline più piccole furono affidati ad un orfanotrofio di Augusta. La madre di Ernst poco dopo morì di tubercolosi; all'epoca Ernst aveva solo 4 anni. Il padre, dopo essere stato arrestato, venne deportato prima nel campo di concentramento di Dachau e poi nel Campo di concentramento di Flossenbürg, dove avrebbe trovato in seguito la morte.
Ormai orfano, il piccolo Ernst visse un'infanzia difficile, senza nessuna guida affettiva. Venne considerato dai medici e dagli educatori un bambino difficile, irrequieto, ineducabile ed irrecuperabile. Venne messa in discussione la sua stessa sanità mentale, cosa palesemente falsa, per la convinzione razzista dei medici nazisti secondo la quale, essendo zingaro, Ernst fosse predisposto di natura ad avere turbe psicologiche. La sua candidatura al programma di morte per eutanasia era stata decisa.
È così che, dopo un'infanzia di maltrattamenti e discriminazioni, non ultima una permanenza nel riformatorio giovanile di Dachau nel 1940, il giovane Ernst venne mandato nel 1942 all'ospedale psichiatrico di Kaufbeuren, che si trovava a pochi chilometri dalla sua filiale, la clinica della morte nel villaggio bavarese di Irsee, dove sarebbe stato eliminato con due punture letali.

### Discriminati in Svizzera
(Ruth Dreyfuss, ex-consigliere federale e presidente della Confederazione svizzera nel 1999)

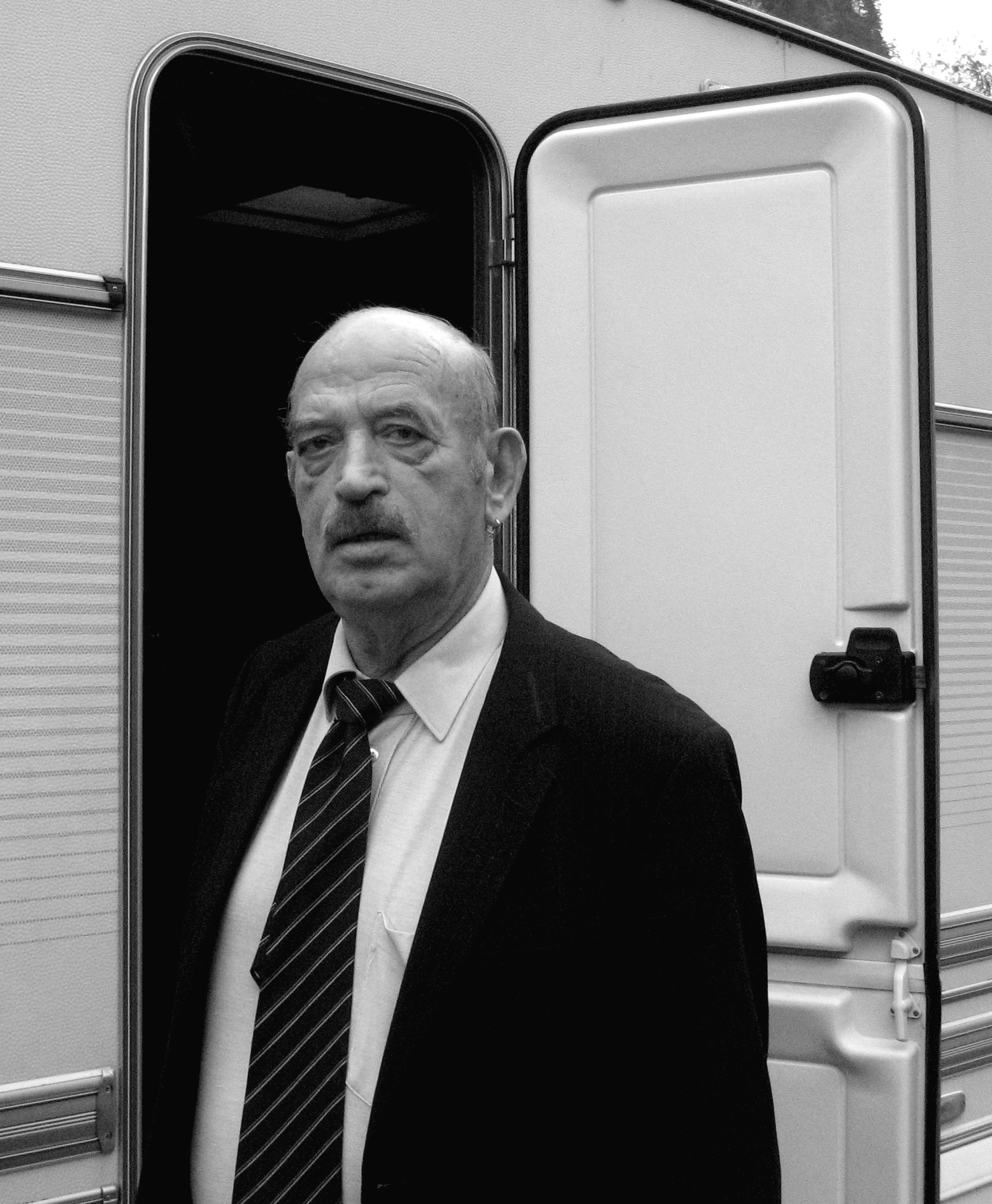
Robert Huber, politico svizzero di etnia jenisch ed ex presidente della Radgenossenschaft der Landstrasse. Da bambino fu anche lui vittima del programma "figli della strada". Il suo impegno contro la discriminazione del popolo Jenisch e degli zingari continua fino ai nostri giorni

Fino al 1970, il governo svizzero condusse una politica semi-ufficiale che verteva ad istituzionalizzare i genitori yeniche come "malati di mente" e tentando di far adottare i loro figli da più "normali" cittadini svizzeri nel tentativo di eliminare la cultura jenisch in nome del miglioramento della specie umana: l'eugenetica. Il nome di questo programma era Hilfswerk für die Kinder der Landstrasse ("figli della strada"). Secondo alcune fonti, 590 bambini furono sottratti ai genitori e messi in orfanotrofi, in istituti psichiatrici e persino in prigioni.
Mariella Mehr, nata a Zurigo nel 1947 da una famiglia jenisch, racconta nei suoi romanzi autobiografici del programma Kinder der Landstrasse attuato dall'associazione svizzera Pro-Juventute dal 1926 al 1974 per il recupero dei bambini di strada tradotto poi in un dramma nazionale, tacciato di genocidio.
Il programma coinvolse dai 600 ai 2000 bambini jenisch che di fatto furono allontanati in tenera età dalle famiglie originarie, coinvolgendo una associazione federale per altre attività benefiche. Quel programma è un tema molto scottante per la coscienza dei cittadini elvetici.
Nel ventunesimo secolo oltre 35.000 Jenisch vivono in Svizzera, concentrati per lo più nel Canton Grigioni. Di questi, solo 5.000 sono nomadi.

#### La storia della scrittrice e poetessa Mariella Mehr
(David Piesoli - Espresso.repubblica.it)
Mariella Mehr fu una dei bambini vittima del programma del governo svizzero Kinder der Landstrasse. Nacque il 27 dicembre 1947, a Zurigo in Svizzera, da madre jenisch. Vittima del pregiudizio, con il programma del governo svizzero che sottraeva alle proprie famiglie i bambini di etnia jenisch per affidarle a normali famiglie svizzere, fu tolta alla propria madre mentre era piccolissima crescendo in 16 diverse case famiglia e in 3 istituzioni educative. Quando aveva 18 anni, come per sua madre, le tolsero il figlio. Questa opera di sradicamento fece crescere la sua rabbia e divenne ben presto una ragazza ribelle. Subì 4 ricoveri in ospedali psichiatrici, violenze ed elettroshock e venne perfino reclusa per 19 mesi nel carcere femminile di Hindelbank nel Canton Berna.
Fino agli anni ottanta l'opinione pubblica mondiale sapeva ben poco delle discriminazioni subite dall'etnia Jenisch, paragonate di fatto ad un vero e proprio genocidio. Mariella Mehr come testimone principale del dramma di segregazione, ha fatto della denuncia della persecuzione agli Jenisch l'opera principale dei suoi scritti e delle sue poesie. I suoi libri, tradotti anche in italiano, sono ampie e dettagliate denunce di tutte le violenze fisiche e psicologiche subite negli anni della sua infanzia e della sua adolescenza.
La scrittrice e poetessa ha stabilito il suo centro operativo in Italia ed è diventata testimone autorevole della persecuzione subita dagli Jenisch. Invitata dai media di tutta Europa, partecipa a trasmissioni radiofoniche e televisive facendo luce con le sue testimonianze e le sue denunce a uno dei periodi più bui della storia della Svizzera del XX secolo.
anzi gli siamo

sfuggiti a malapena
quando le disgrazie

si dice

non vengono mai sole

il cielo d'acciaio ci incatenò il cuore
Abbiamo pianto invano le nostre madri

davanti ai patiboli

e ricoperto i bambini morti con fiori di mandorlo

per scaldarli nel sonno

il lungo sonno
Nelle notti nere ci disseminano

per poi strappare noi posteri alla terra

nelle prime ore del mattino
Ancora nel sonno ti cerco

erba selvatica e menta

chiuditi occhio ti dico

e che tu non debba mai vedere i loro volti

quando le mani diventano pietra
Per questo l'erba selvatica la menta

Ti stanno leggere sulla fronte

quando arrivano i mietitori»
(Dalle poesie di Mariella Mehr)

## Filmografia
- Dove cadono le ombre, regia di Valentina Pedicini, 95 minuti, Italia, 2017[31]
- Nebbia in agosto, regia di Kai Wessel, 121 minuti, Austria/Germania, 2016[32]
- Lubo, regia di Giorgio Diritti, 181 minuti, Italia/Svizzera, 2023